# Brackets

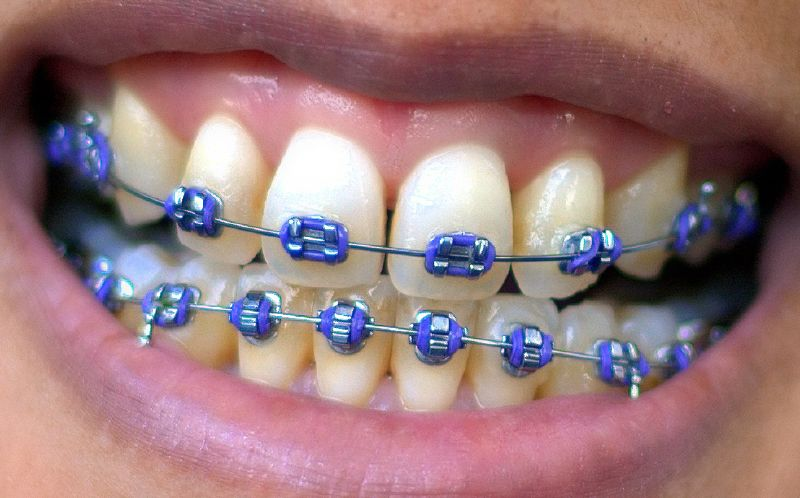
Festsitzende Apparatur mit Zwillingsbrackets im Oberkiefer und Single-Brackets in der Unterkieferfront

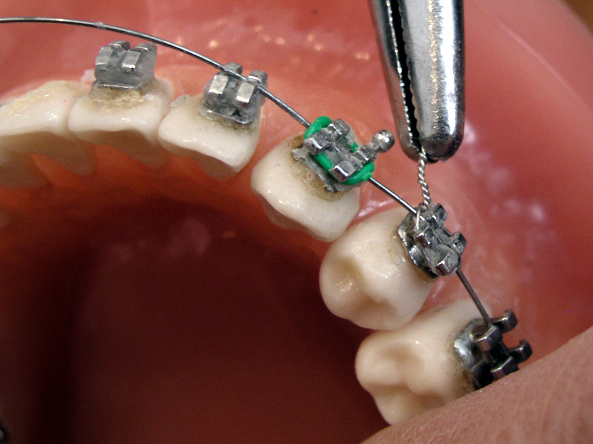
Befestigung eines Bogens im Schloss mit Gummiligatur (grün) und Stahlligatur

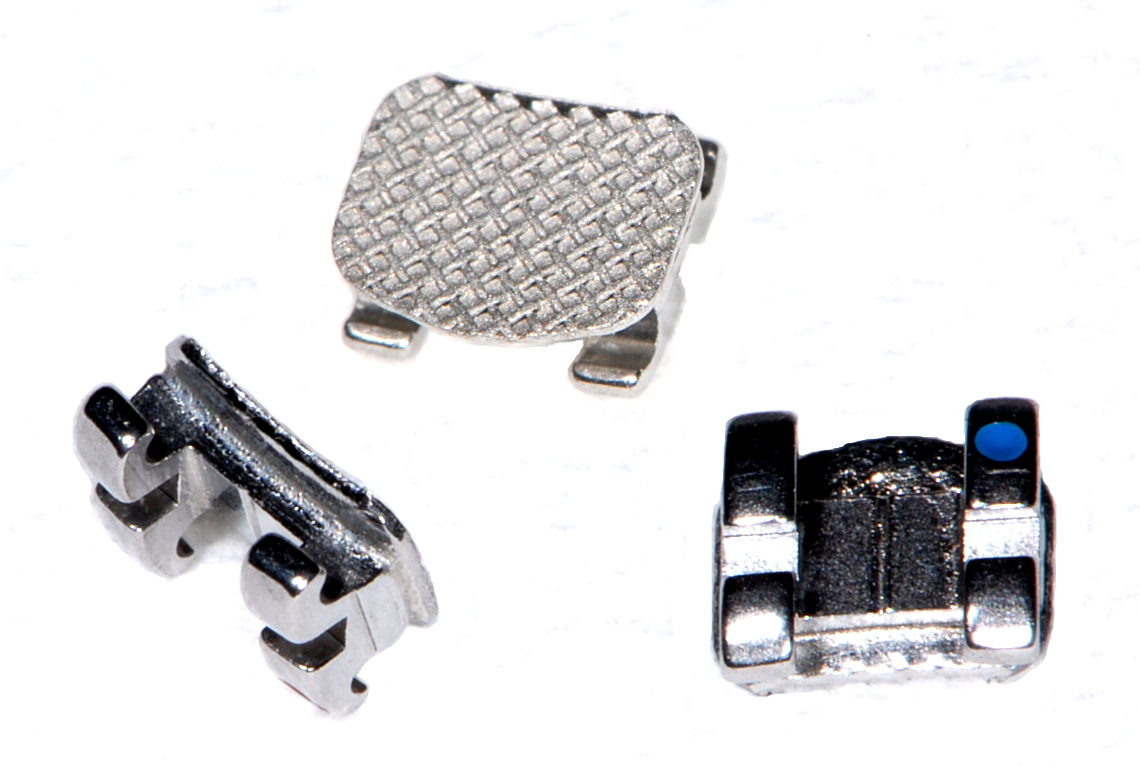
MBT Edelstahlbrackets, hier für die Zähne 11 und 21

Brackets (engl. Klammern) sind in der Kieferorthopädie gebräuchliche Befestigungselemente bei festsitzenden Apparaturen (vgl. Zahnspange). Sie werden durch spezielle Klebetechniken mit der Oberfläche des Zahns verklebt und bilden so einen Ansatzpunkt zur Bewegung von Zähnen bei festsitzenden Apparaturen. Kennzeichnend für ein Bracket ist die Vorrichtung für die Aufnahme von Bögen, das sog. Schloss oder Slot. Hierbei handelt es sich um einen horizontal verlaufenden Schlitz. Dieser wird nach oben und unten von den Spitzen eines Flügels begrenzt, die der Befestigung des Bogens mit Hilfe von Ligaturen dienen. Das Standardbracket besitzt zwei Flügel und wird daher als Zwillingsbracket bezeichnet. Gelegentlich kommen Brackets mit nur einem Flügel zum Einsatz, diese werden als Single-Brackets bezeichnet.
Nach der Form des Schlosses können Brackets in Edgewise-Brackets (Befestigung des Bogens mit Ligaturen), Light-Wire-Brackets (Befestigung des Bogens mit Pins) und selbstligierende Brackets (das Bracket selbst hält den Bogen ohne Ligatur) unterschieden werden. Das Schloss weist einen viereckigen Querschnitt auf, der entweder die Maße (H×T in Zoll) 0,018" × 0,025" oder 0,022" × 0,028" aufweist. In der Fachsprache spricht man von „Null-achtzehner“ und „Null-zweiundzwanziger“-System. Beide Systeme sind nicht miteinander kompatibel. Darüber hinaus können Brackets danach unterschieden werden, wo am Zahn sie befestigt werden. Sind sie auf der Außenfläche, zur Wange hin befestigt, spricht man von Bukkalbrackets. Befinden sie sich auf der Innenfläche, zur Zunge hin, werden sie als Lingualbrackets bezeichnet.
Das Standardbracket ist aus rostfreiem Edelstahl gefertigt. Sowohl die metallische Farbe als auch die in der Legierung enthaltenen Nickelanteile führten zur Entwicklung anderer Materialien. Heute werden Brackets neben Edelstahl aus Gold, Keramik, Komposit und Titan angeboten. Durch den höheren Anschaffungspreis dieser Brackets müssen die Mehrkosten in der Regel vom Patienten getragen werden.
Eine wichtige Eigenschaft, die für die Wahl des Bracket- und Bogenmaterials mit entscheidend sein kann, ist die Friktion. Bei vielen Behandlungskonzepten soll das Bracket über den Bogen gleiten (sliding mechanics). Sowohl die Materialkombination aus Bracket und Bogen, als auch die Art der verwendeten Ligaturen können die Friktion vergrößern oder verringern.
Bei nicht sachgemäßer Klebetechnik oder schlechter Mundhygiene, während die Brackets auf den Zähnen kleben, können dauerhafte Entkalkungsflecken auf den Zahnoberflächen zurückbleiben.

## Geschichte und Entwicklung
Die ersten zur Zahnregulation festsitzenden Apparaturen wurden von Pierre Fauchard 1728 erwähnt (Le Chirurgien Dentiste ou traite des dents). Dabei wurden der zu positionierende Zahn und die Nachbarzähne mit Drahtelementen oder Seidenfäden an einem Goldband fixiert. Dieser Bandapparat wurde durch verschiedenste Zusätze weiterentwickelt (Holzkeile, Kappen, Ösen, Ringe). 
Erst 1916 erfolgte der nächste große Schritt, als Edward H. Angle die Ribbon-Arch-Appliance entwickelt hatte. Diese ermöglichte erstmals die dreidimensionale Regulierung von Zähnen. Damit bildete die Apparatur den Ausgangspunkt für alle anderen Bracket-Entwicklungen.
Ein weiterer wichtiger Zwischenschritt war die auch von Angle entwickelte Edgewise-Apparatur. Mit dieser konnte die Zahnbewegung durch eine Veränderung der Bogendimension und der Angulationskontrolle wesentlich verbessert werden. Dies ist auch der Ausgangspunkt der Entwicklung weiterer Brackets mit verschiedensten Formen, Größen, Slot-Dimensionen, Slot-Anzahlen, Bracket-Basis-Konturen und Verschlussmechanismen.